# Otis (Colorado)
Otis es un pueblo ubicado en el condado de Washington en el estado estadounidense de Colorado. En el Censo de 2010 tenía una población de 475 habitantes y una densidad poblacional de 445,14 personas por km².

## Geografía
Otis se encuentra ubicado en las coordenadas 40°9′0″N 102°57′44″O / 40.15000, -102.96222. Según la Oficina del Censo de los Estados Unidos, Otis tiene una superficie total de 1.07 km², de la cual 1.07 km² corresponden a tierra firme y (0%) 0 km² es agua.

## Demografía
Según el censo de 2010, había 475 personas residiendo en Otis. La densidad de población era de 445,14 hab./km². De los 475 habitantes, Otis estaba compuesto por el 94.53% blancos, el 0% eran afroamericanos, el 0% eran amerindios, el 0.21% eran asiáticos, el 0.42% eran isleños del Pacífico, el 2.53% eran de otras razas y el 2.32% pertenecían a dos o más razas. Del total de la población el 5.47% eran hispanos o latinos de cualquier raza.